# Messier 41
Messier 41 (auch als NGC 2287 bezeichnet, im Englischen auch Little Beehive für „Kleiner Bienenkorb“) ist ein 4,5 mag heller offener Sternhaufen mit einer Winkelausdehnung von 38' im Sternbild Großer Hund. Er befindet sich für Beobachter in den nördlichen Breiten der Erde auf dem Meridian 4° unterhalb des Sirius, der der hellste Fixstern des Himmels ist.
Der Messier 41 (M 41) ist unter den entfernteren Sternhaufen am Winterhimmel einer der hellsten und wurde daher trotz seiner südlichen Deklination (−20,7°) schon 1654 genau beschrieben. Möglicherweise kannte ihn schon Aristoteles um 325 v. Chr.
Die etwa 100 Sterne sind etwa 2300 Lichtjahre entfernt und verteilen sich über ~25 Lichtjahre. Der hellste unter ihnen (6,9 mag) ist ein Roter Riese mit 700-facher Sonnenleuchtkraft. Die heliozentrische radiale Relativgeschwindigkeit des Haufens beträgt etwa +23 km/s. Er ist rund 200 Millionen Jahre alt.

## Sterne
| Bezeichnung | scheinbare Helligkeit | Spektral- klasse | Entfernung (Lj) |
| ----------- | --------------------- | ---------------- | --------------- |
| HD 49126    | 7,26                  | B8 III           | 2600            |
| HD 49068    | 7,43                  | K1.5 III         | 2450            |
| HD 49212    | 7,79                  | K0+II-III        | 2550            |
| HD 49105    | 7,80                  | K0 IIIa          | 2470            |